# 红海街道
红海街道，是中华人民共和国辽宁省营口市鲅鱼圈区下辖的一个乡镇级行政单位。

## 行政区划
红海街道下辖以下地区：
新兴社区、龙海社区、南台社区、号房社区和金海社区。